# Doriopsilla pelseneeri
Doriopsilla pelseneeri is een slakkensoort uit de familie van de Dendrodorididae. De wetenschappelijke naam van de soort is voor het eerst geldig gepubliceerd in 1895 door d'Oliveira.